# Gunja
Gunja è un comune della Croazia di 5 033 abitanti della Regione di Vukovar e della Sirmia.